# Réseau Cler
Le réseau Cler est une association française, créée en 1984 pour promouvoir les énergies renouvelables, la maîtrise de l’énergie et plus largement la transition énergétique.
Le réseau Cler est représenté au Conseil supérieur de l'énergie, à la Commission nationale des aides de l’Agence de l'environnement et de la maîtrise de l'énergie (Ademe) et au Plan Bâtiment durable.

## Histoire
L'association est fondée en 1984 sous le nom de Comité de liaison des énergies renouvelables.
En 2001, le Cler est à l'origine de l'installation du plus grand toit photovoltaïque de France avec une surface de 220m² sur un immeuble de l'Organisme d'habitations à loyer modéré de Montreuil.
Le 7 septembre 2005, le Cler fait partie des co-fondateursd'Enercoop,,.
En 2011, l'association fonde le réseau des Territoires à énergie positive (TEPOS) pour développer une approche énergie globale sur les territoires entre les collectivités locales, les territoires ruraux et les acteurs qui les accompagnent dans la réalisation de leurs objectifs,,.
En décembre 2013, le Cler est habilité à être désigné pour prendre part au débat sur l'environnement se déroulant dans le cadre des instances consultatives nationales.
Depuis 2017, le réseau Cler organise, avec l'association négaWatt et Solagro, des formations à destination des collectivités,.

## Organisation

### Direction générale
- Liliane Battais : de 1986 à 1998[15],
- Raphaël Claustre[16] : de 2007 à 2013,
- Jean-Baptiste Lebrun[17] : 2022

### Présidence
- Sandrine Buresi[18] et Marie-Laure Lamy : de 2017 à 2021,
- Jean-Pierre Goudard[19] et Julien Robillard : de 2021 à 2022,
- Jean-Pierre Goudard, Julien Robillard et Delphine Mugnier : de 2022 à 2023,
- Jean-Pierre Goudard, Delphine Mugnier et Marc Jedliczka : depuis 2023.

## Communication

### Identités visuelles

Logo du Comité de liaison énergie renouvelable, de 1984 à 2017.
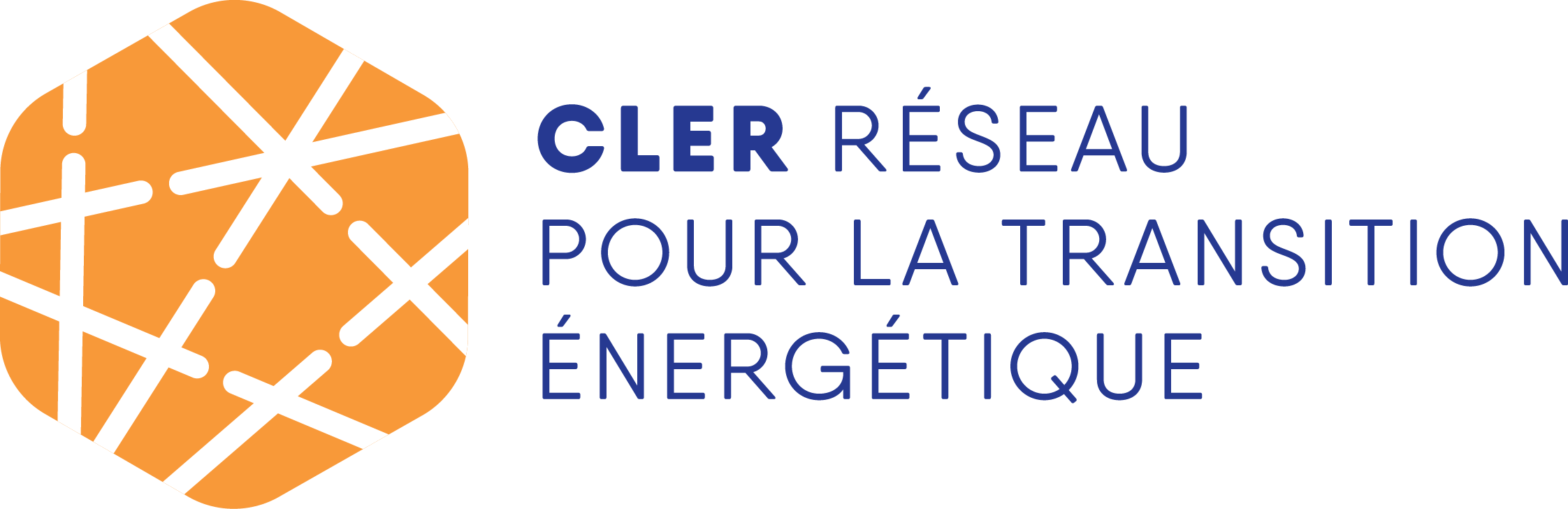
Logo du Cler - Réseau pour la transition énergétique, de 2017 à 2024.
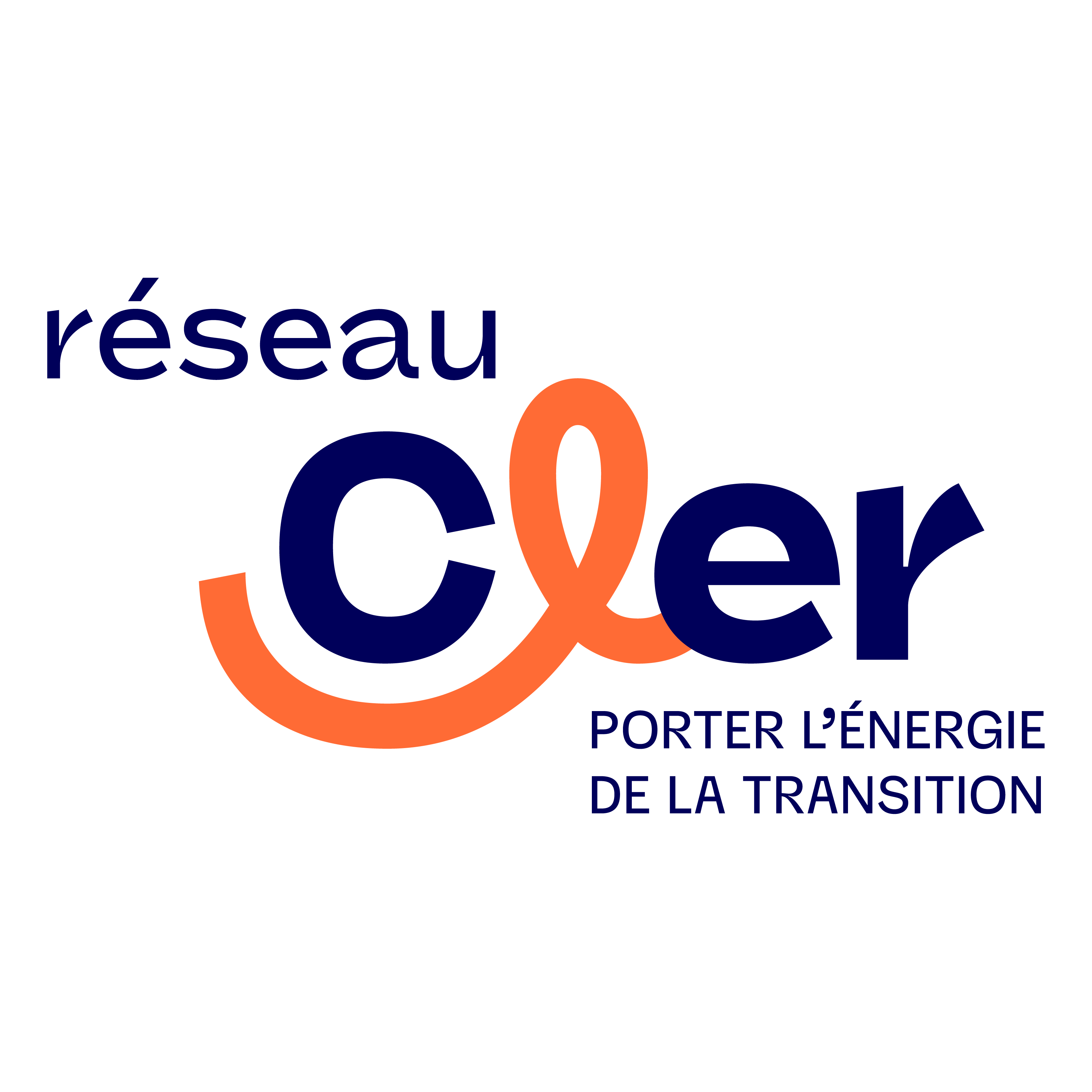
Logo du Réseau Cler, depuis 2024.

### Lobbying
L'association est inscrite comme représentant d'intérêt auprès de la Haute Autorité pour la transparence de la vie publique.